# Encephalartos dyerianus
Encephalartos dyerianus är en kärlväxtart som beskrevs av John Jacob Lavranos och D.L. Goode. Encephalartos dyerianus ingår i släktet Encephalartos och familjen Zamiaceae. IUCN kategoriserar arten globalt som akut hotad. Inga underarter finns listade i Catalogue of Life.